# Luis Albán
Luis Alberto Albán Urbano, también conocido por los seudónimos de Marcos Calarcá y Marco León Calarcá (Cali, 16 de agosto de 1957), es un exguerrillero colombiano de Fuerzas Armadas Revolucionarias de Colombia - Ejército del Pueblo (FARC-EP), y actual miembro y representante a la cámara del partido Comunes por el Valle del Cauca.
Calarcá obtuvo notoriedad internacional cuando el gobierno colombiano le pidió al gobierno de México cerrar una oficina autorizada de las FARC-EP en Ciudad de México por sus actividades violentas en Colombia y su red de apoyo en México. Fue vocero de las FARC-EP en México de 1993 hasta 2002. Fue uno de los negociadores de las FARC-EP de los acuerdos de paz con el gobierno de Colombia.

## Biografía
Ingresó a las FARC-EP en 1986 y se le destinó a manejar las relaciones entre la guerrilla y los grupos sociales y políticos en el continente americano.
El 24 de marzo de 1998 Calarcá fue arrestado en Bolivia por la policía de ese país en el aeropuerto de La Paz. Calarcá fue deportado de Bolivia a México dado que Colombia nunca pidió su extradición.
En 1998 las FARC-EP secuestraron un número de extranjeros incluyendo cuatro estadounidenses observadores de aves. Las FARC-EP dijeron que estos cuatro retenidos eran espías involucrados en operaciones de contrainsurgencia y que estarían apoyando a los militares colombianos. Los Estados Unidos negaron esto como también lo hizo el presidente de Colombia Ernesto Samper. Calarcá medió en el tema y fue un vocero activo de las FARC-EP. Los cuatro estadounidenses fueron eventualmente liberados.
Calarcá y otros miembros de las FARC-EP fueron expulsados por el gobierno de Vicente Fox de México y se retiraron el 17 de abril de 2002 con Cuba o Venezuela como presunto destino.
Calarcá fue parte del Comité Temático durante los diálogos de paz entre el gobierno de Andrés Pastrana y las FARC-EP, junto a otros miembros de las FARC-EP como Iván Ríos (coordinador), Mariana Páez, Domingo Biohó, Felipe Rincón, Julián Conrado, Gabriel Ángel, Fidel Rondón, Bayron Yepes y Pedro Aldana.
Luego de los acuerdos de paz de 2016, ha comparecido en la Jurisdicción Especial para la Paz.